# Methoni (Messenien)
Methoni (griechisch Μεθώνη (f. sg.), auch Modon, Modoni, Mothone oder altgr. Methone, bei Homer Pedasos) ist eine kleine griechische Hafenstadt in Messenien am südwestlichen Ende der Peloponnes mit heute etwa 2598 Einwohnern (Stand 2011). Bis Ende 2010 war Methoni eine selbständige Gemeinde, nach Eingemeindungen seit 1997 als Stadtgemeinde (dimos). Zum 1. Januar 2011 wurde Methoni ein Gemeindebezirk der neuen Gemeinde Pylos-Nestor (zur weiteren Untergliederung siehe dort).

## Geschichte

### Antike
Methoni wird bereits in Homers Ilias als Pedasos erwähnt. Die Polis war in der Antike wegen ihres natürlichen Hafens ein bedeutender Handels- und Lagerplatz, aber auch von hoher militärischer Bedeutung. Sie wurde zusammen mit Pylos im Zweiten Messenischen Krieg bis 620 v. Chr. als letzte gegen Sparta von den Messenern gehalten, war anschließend aber bis 370 v. Chr. unter der Herrschaft Spartas. 431 v. Chr. versuchten die Athener die Stadt zu erobern.
Während der römischen Bürgerkriege befestigte Marcus Antonius Methoni stark, doch Marcus Vipsanius Agrippa eroberte die Stadt noch vor der Schlacht von Actium. Der römische Kaiser Trajan erklärte Methoni Anfang des 2. Jahrhunderts zur freien Stadt.

### Byzanz, Venedig
Während der byzantinischen – eine venezianische Flotte eroberte und plünderte die Stadt unter Führung des Dogen Domenico Michiel bereits 1125 – und der 1206 beginnenden venezianischen Herrschaft wurde die Stadt mit mächtigen, noch heute sehr gut erhaltenen Stadtmauern versehen. Methoni und die an der Ostseite des Fingers gelegene Festung Koroni dienten zu der Zeit als die „beiden Augen Venedigs“ auf der Peloponnes und waren wichtige Stützpunkte für den Schiffsverkehr. Die Verwaltungsspitze wurde im jährlichen Wechsel in Venedig bestimmt, genauer gesagt im dortigen Großen Rat. So übernahm Michele Steno, der spätere Doge, im Jahr 1381 zusammen mit Paolo Marcello das Amt des Kastellans von Modon und Koron. Auch ein anderer Doge, nämlich Giovanni Gradenigo, hatte in seiner politischen Karriere in den Jahren 1358 und 1359 den Posten eines Kastellans der Doppelfestung bekleidet.

### Osmanenreich (ab 1498), Venedig (1686–1715)
1498 eroberten die Osmanen die Stadt, die von 1686 bis 1715 noch einmal unter die Herrschaft von Venedig kam, wie die gesamte Morea. In dieser Phase bauten die Venezianer die Landseite der Festung mit modernen Bastionen aus, wobei die Arbeiten nicht abgeschlossen waren, bevor sie die Peloponnes räumen mussten. Sultan Bayezid II., der versuchte, die in seinen Augen ungläubigen Qizilbāsch aus Anatolien zu entfernen, wurden die Küstengebiete Griechenlands, darunter Modon, zu einem bedeutenden Ziel für Deportationen.

### Frankreich, Griechenland
Im griechischen Unabhängigkeitskrieg wurde die Stadt 1825 verwüstet, aber 1827 durch französische Truppen erobert und an das Königreich Griechenland übergeben.
Im Zweiten Weltkrieg wurde die Festung von der deutschen Wehrmacht als Stützpunkt genutzt und durch Bombardierung der Streitkräfte der Alliierten schwer beschädigt.
Der heutige Ort Methoni wurde nach Aufgabe der Festung etwas weiter landeinwärts errichtet. Es herrscht ein beschaulicher Tourismus.

## Sehenswürdigkeiten

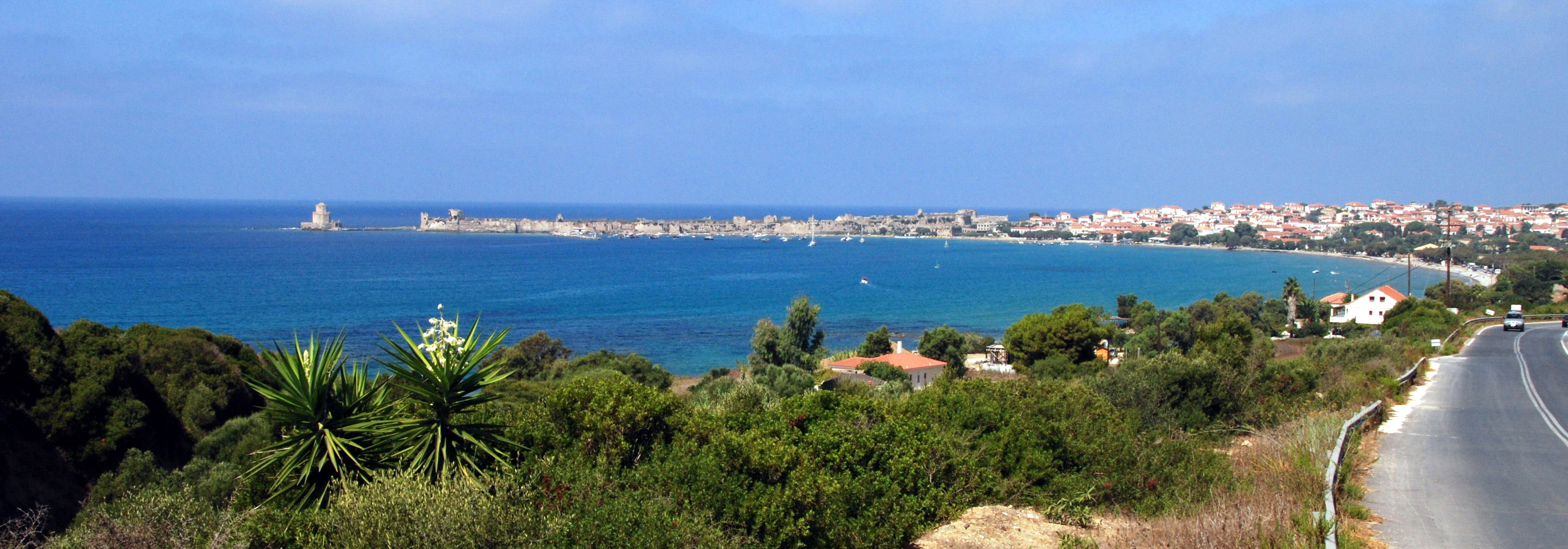
Festung, Hafen und moderner Ort von Methoni, ganz links der Burtzi

Hauptsehenswürdigkeit ist die ehemalige Stadt mit ihren noch gut erhaltenen Stadtmauern und Toren, die zur Landseite hin vorgelagerte moderne Festung (etwa Barockzeit) und die Ruinen in der Stadt. Ein besonderes Wahrzeichen ist der Burtzi genannte, am Südende des Kaps gelegene Meeresturm mit seiner markanten Kuppel. Dieser Turm wurde als eigene kleine Festung mit Tor und Mauer angelegt. Er diente als Landmarke an der Hafeneinfahrt, als Wachturm und wohl auch letzte Zufluchtstätte.
Im ehemaligen Stadtgebiet verdienen folgende Objekte Beachtung:
- Haus mit Steinpyramide als Dach (wiederaufgebaut)
- zwei Türkische Bäder mit erhaltenen Kuppeln, Details der Fußbodenheizung
- eingemauerte Markuslöwen der Venezianer
- Tor Richtung Burtzi
- Kirchenruine mit Stumpf eines Minaretts
- griechisch-orthodoxe Kirche
- byzantinische Kirche Agios Vasilios
- Kloster De viridario Beatae Mariae, Ruine

## Persönlichkeiten
- Girolamo Civran (Ende 15. Jahrhundert–1550), erster offizieller Übersetzer griechischer und türkischer Texte ins Venezianische und vice versa

## Literatur

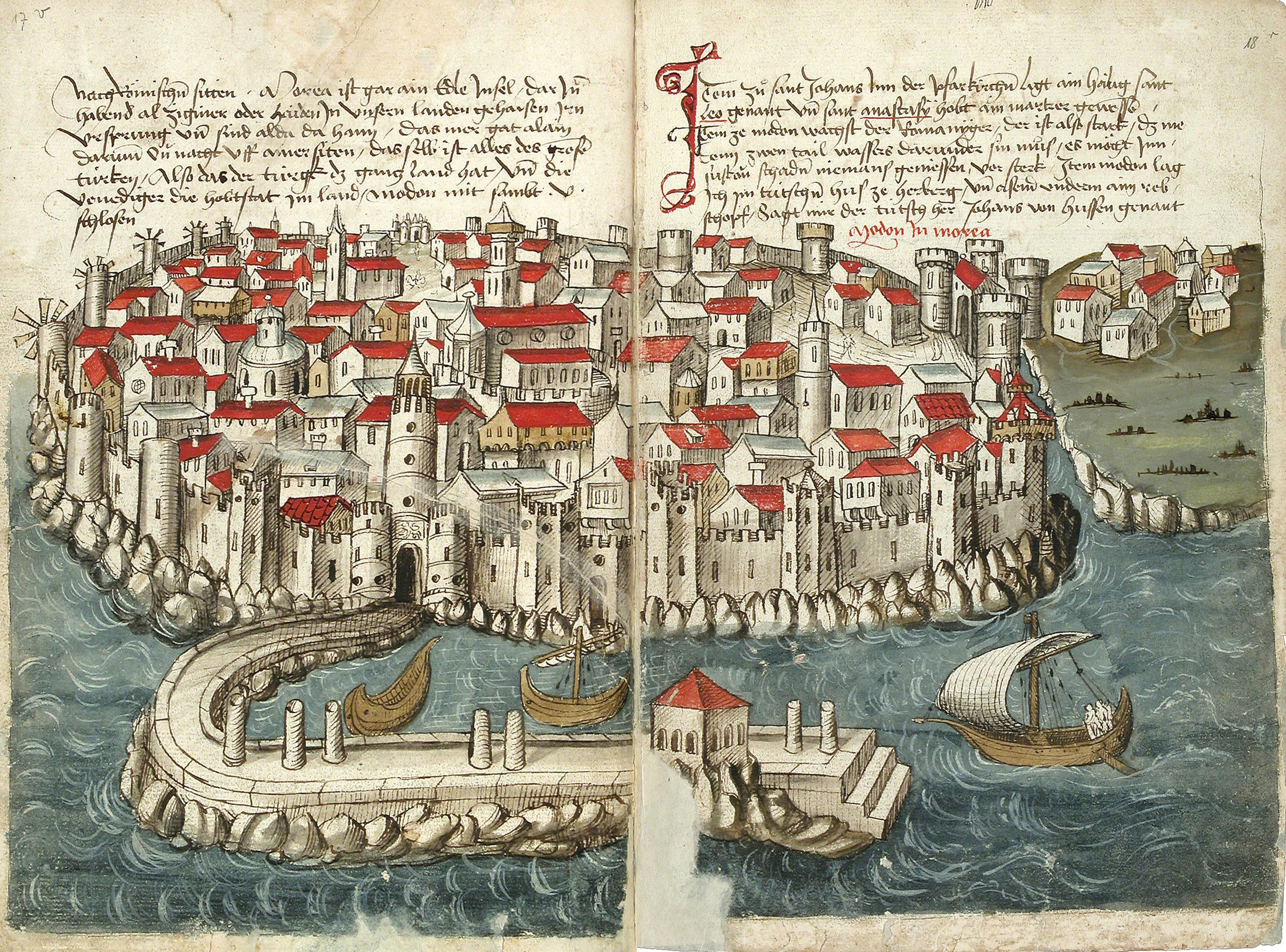
Darstellung aus dem späten 15. Jahrhundert
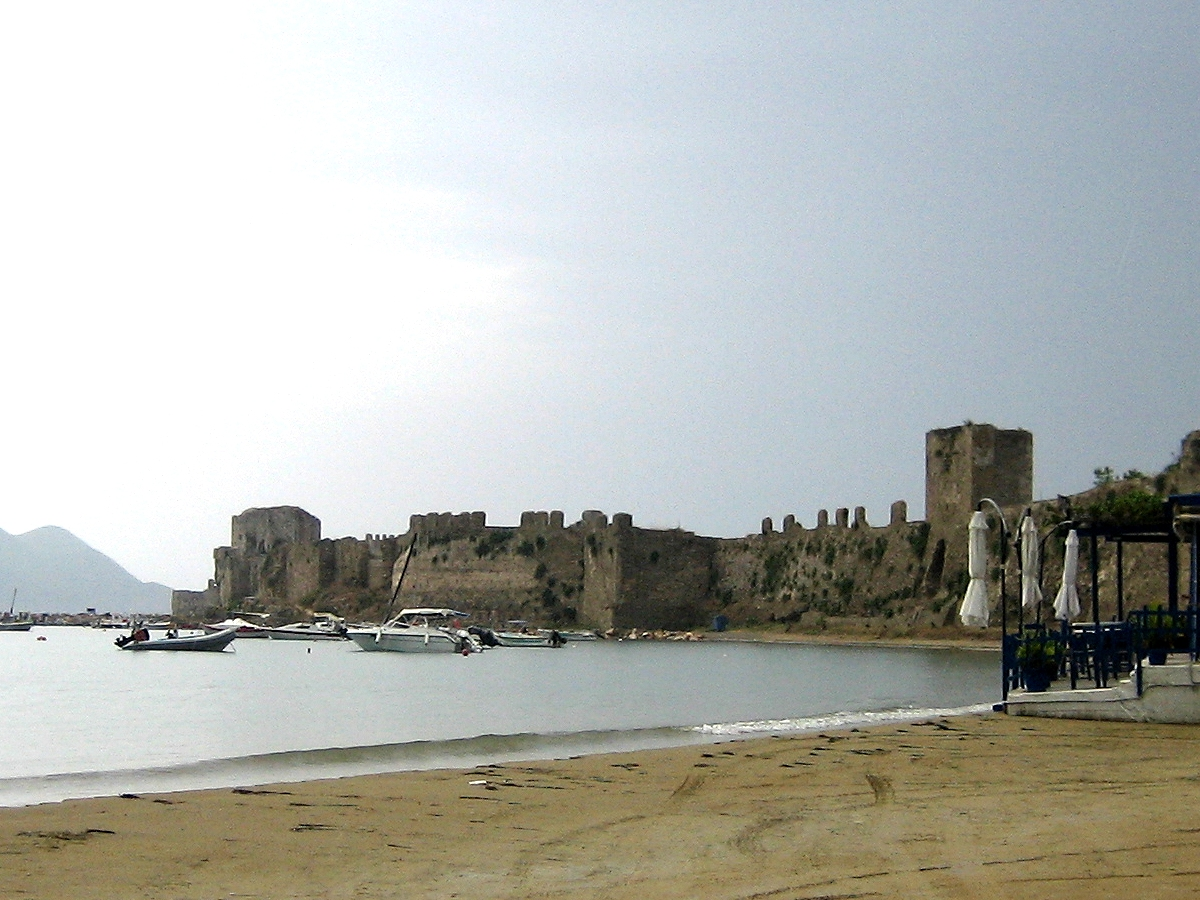
Die Burg von Methoni
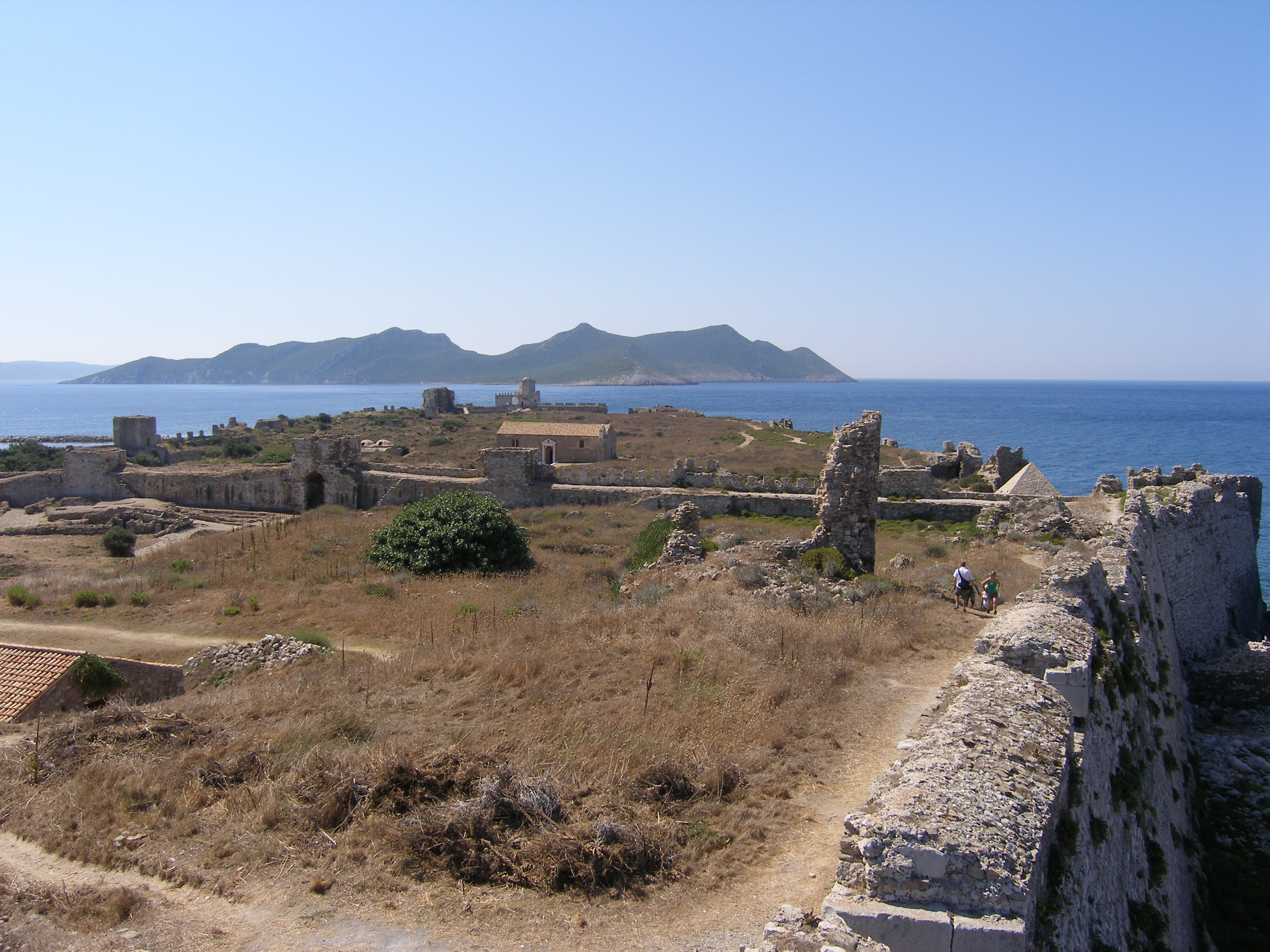
Blick über Alt-Methoni zur Insel Sapientza
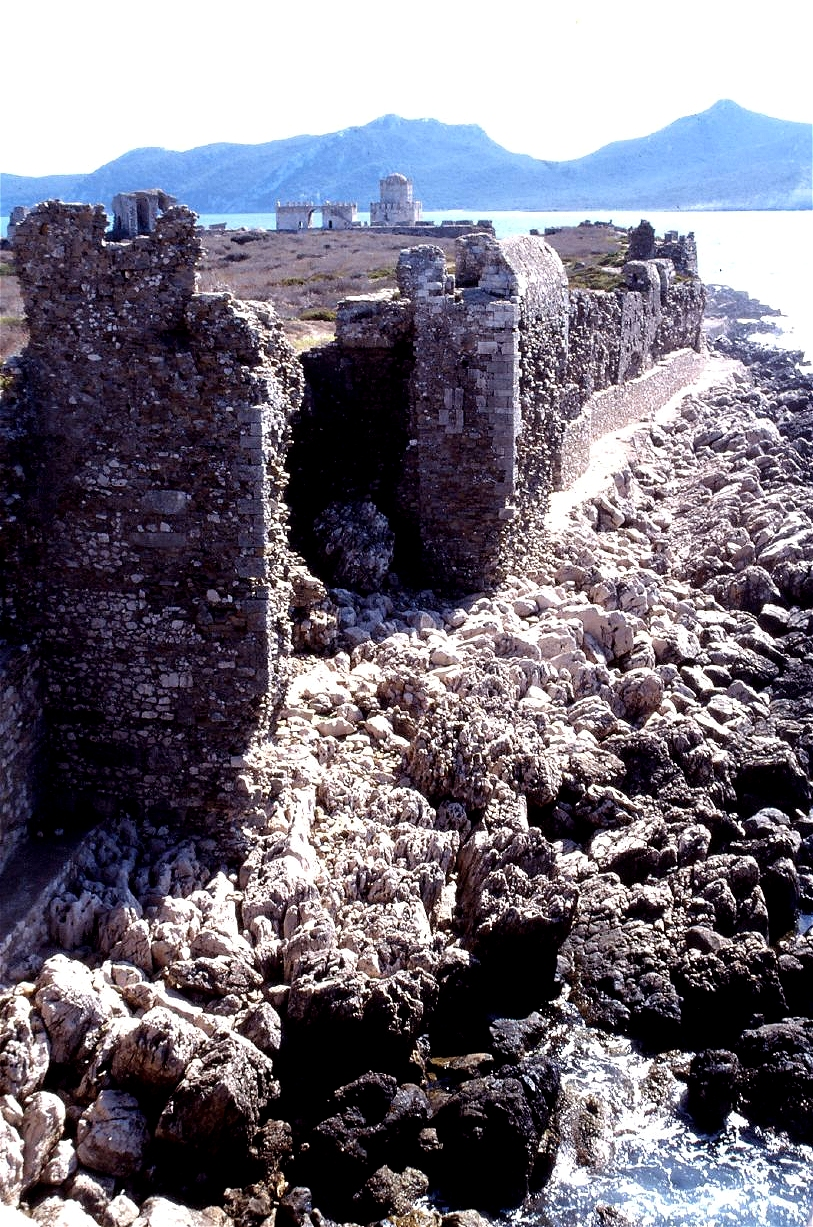
Festungsmauer der Burg von Methoni (Modon)
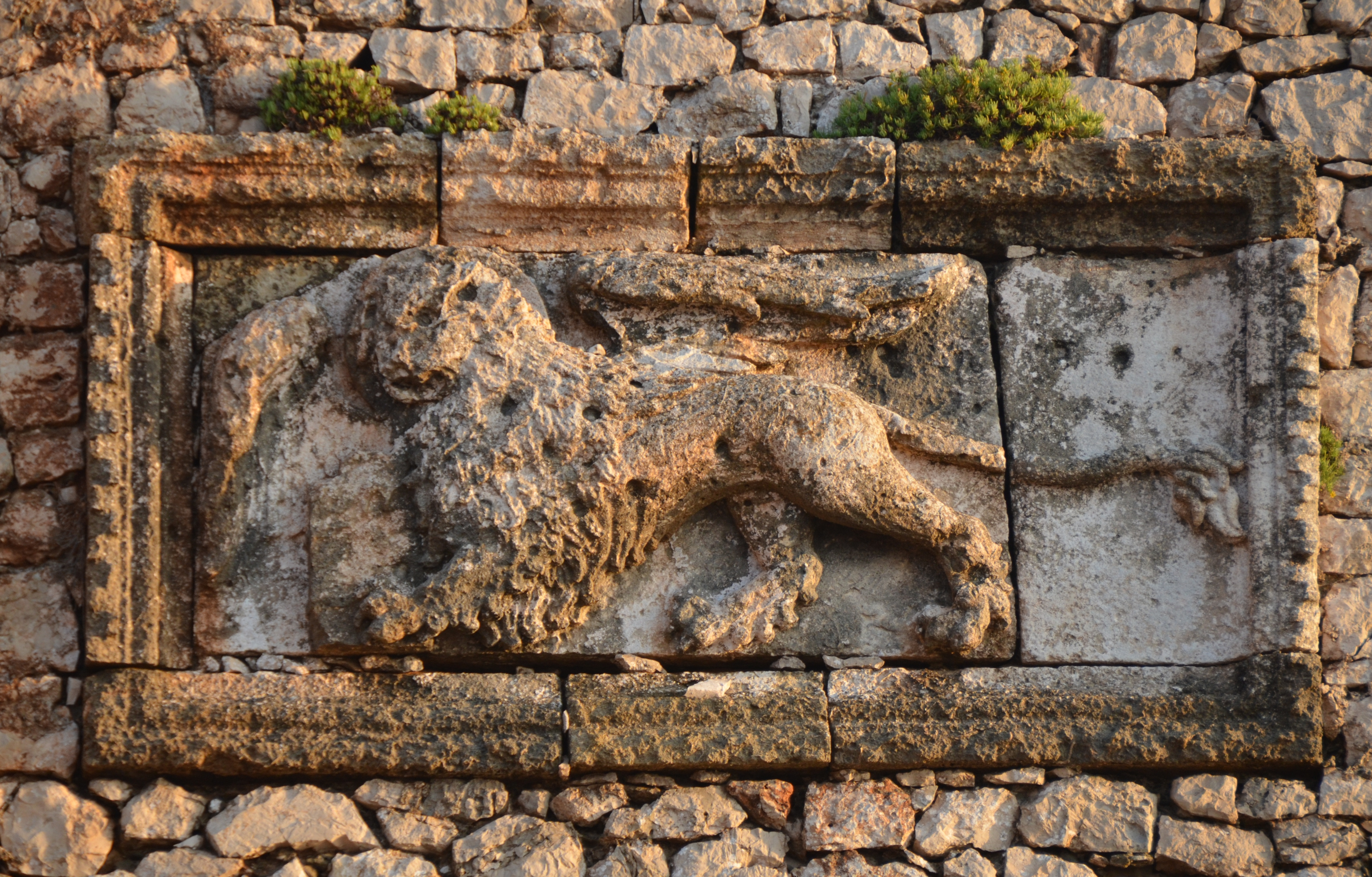
Markuslöwe auf der äußeren Burgmauer
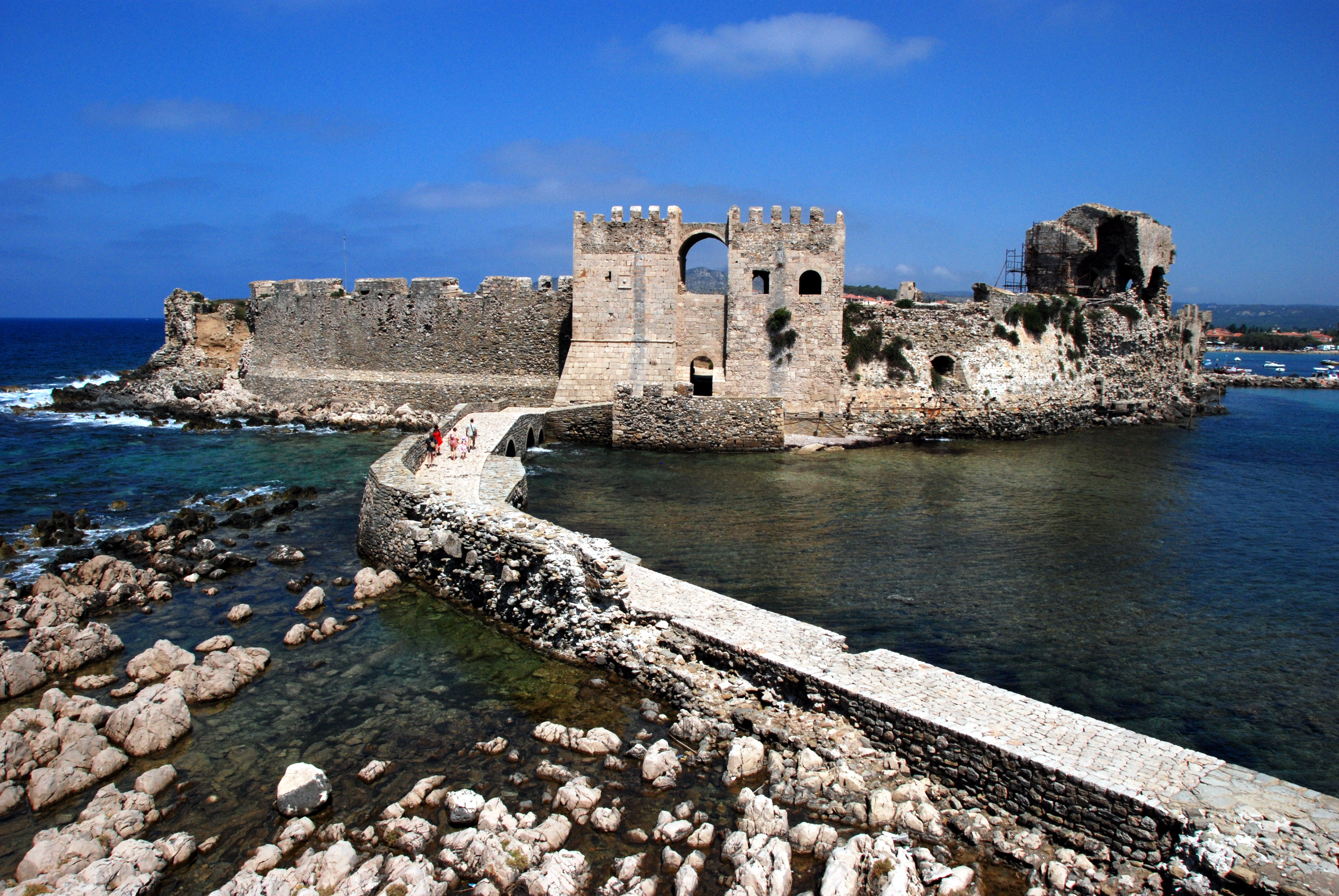
Südspitze der Festung mit Tor zum Burtzi
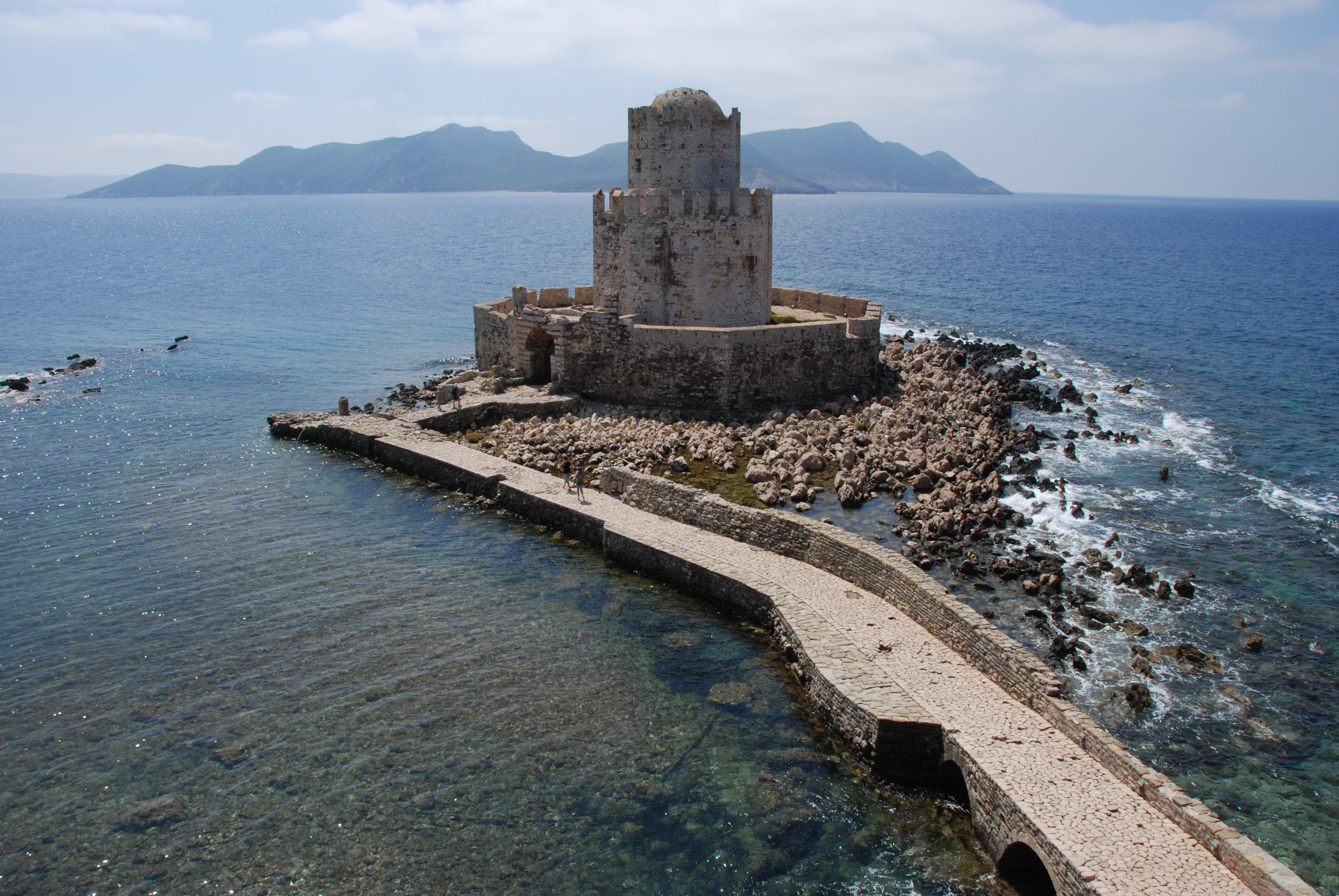
Burtzi mit Insel Sapientza im Hintergrund
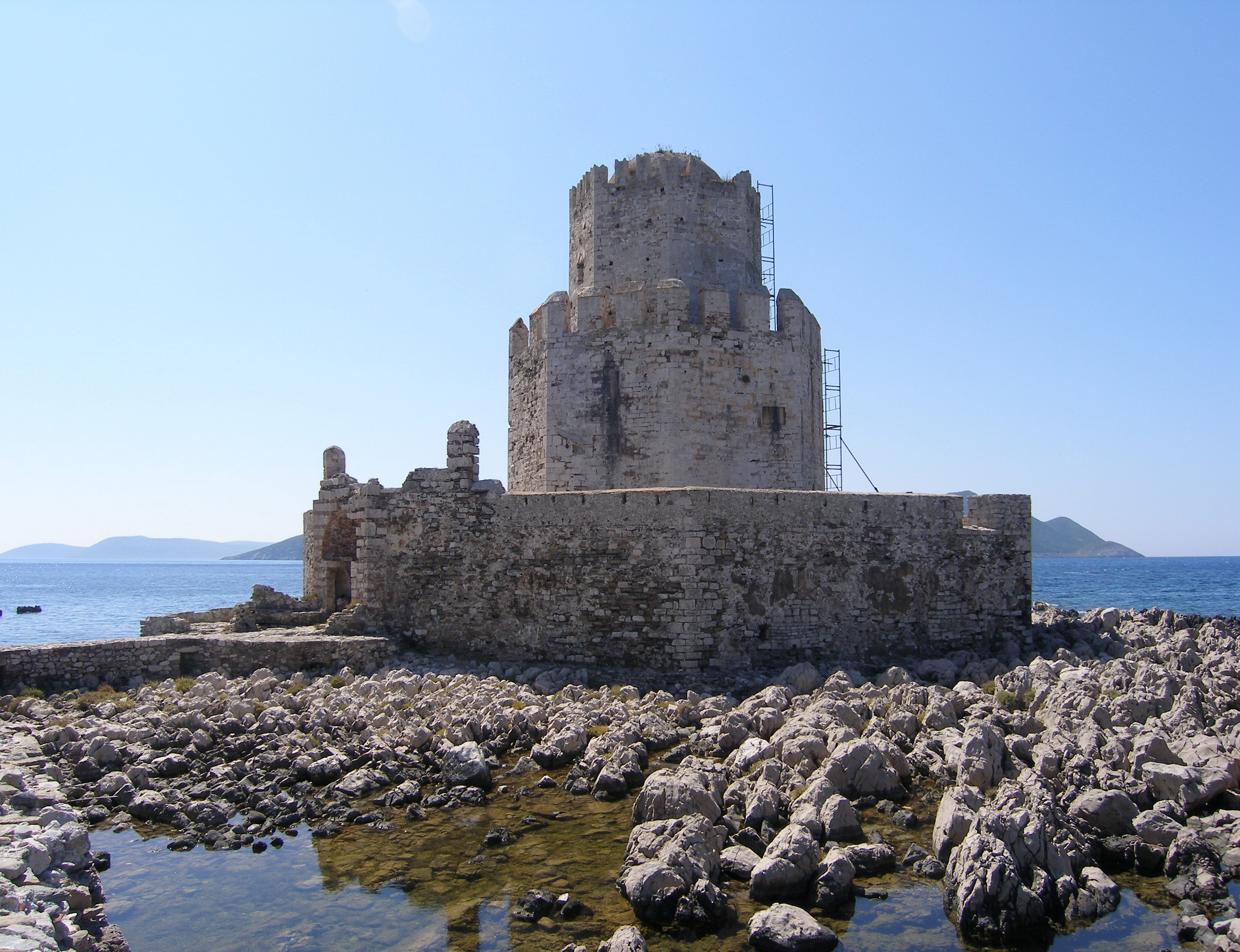
Burtzi
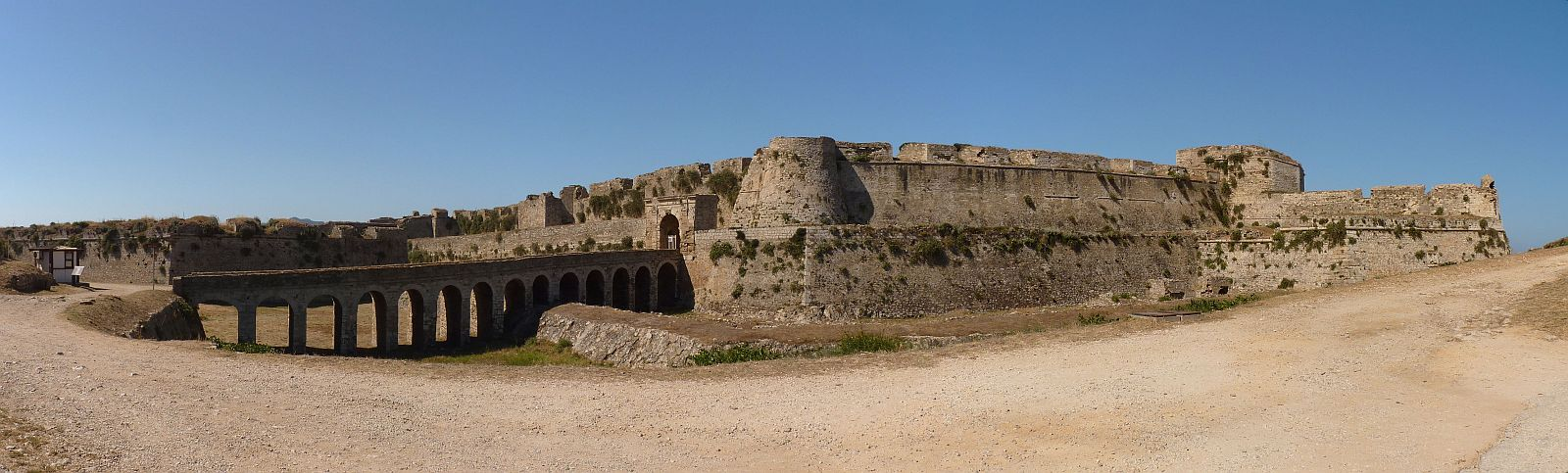
Eingang zur Festung Methoni
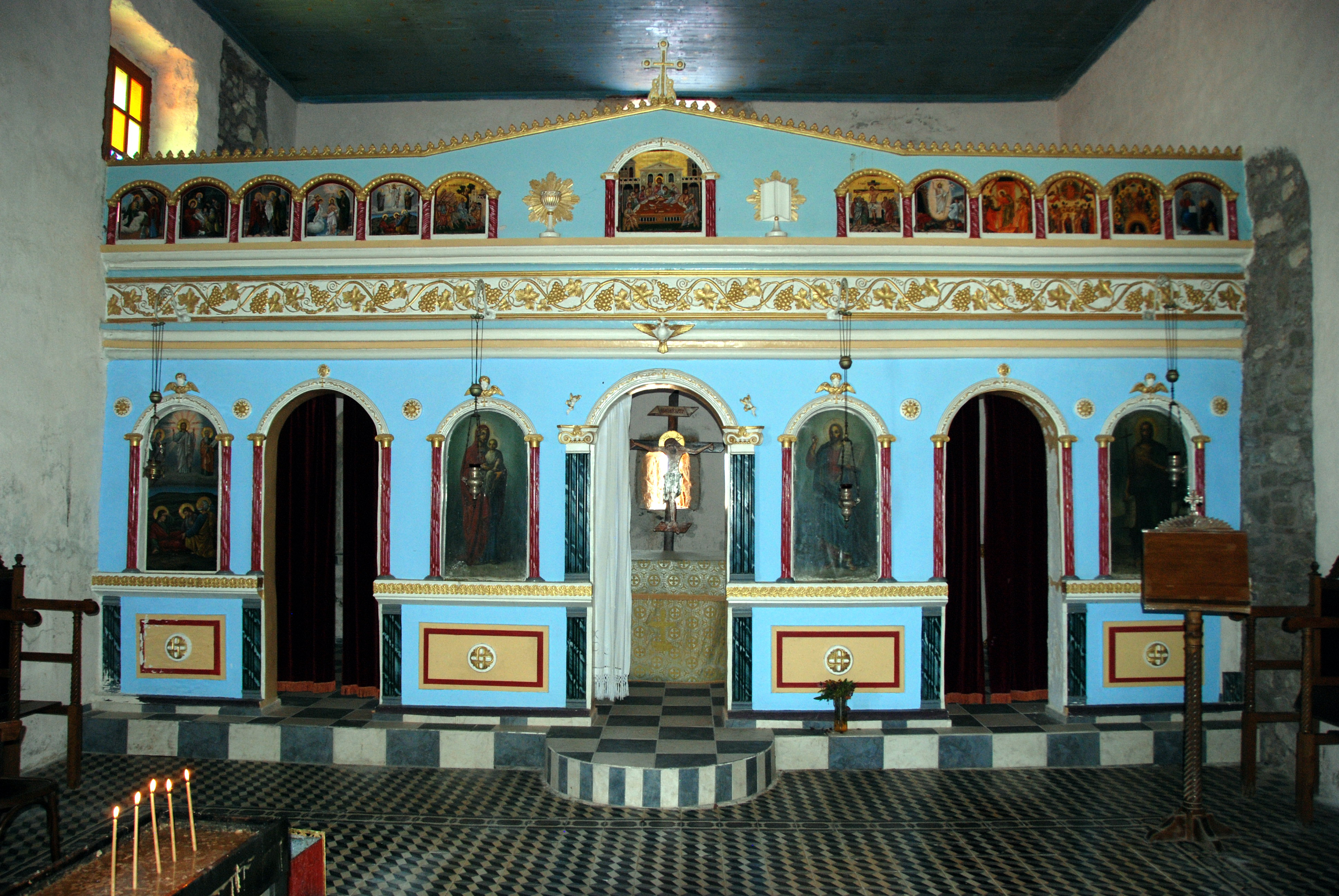
Innenraum der griechisch-orthodoxen Kirche Verklärung Christi (Μεταμόρφωση του Σωτήρος) in der Burg
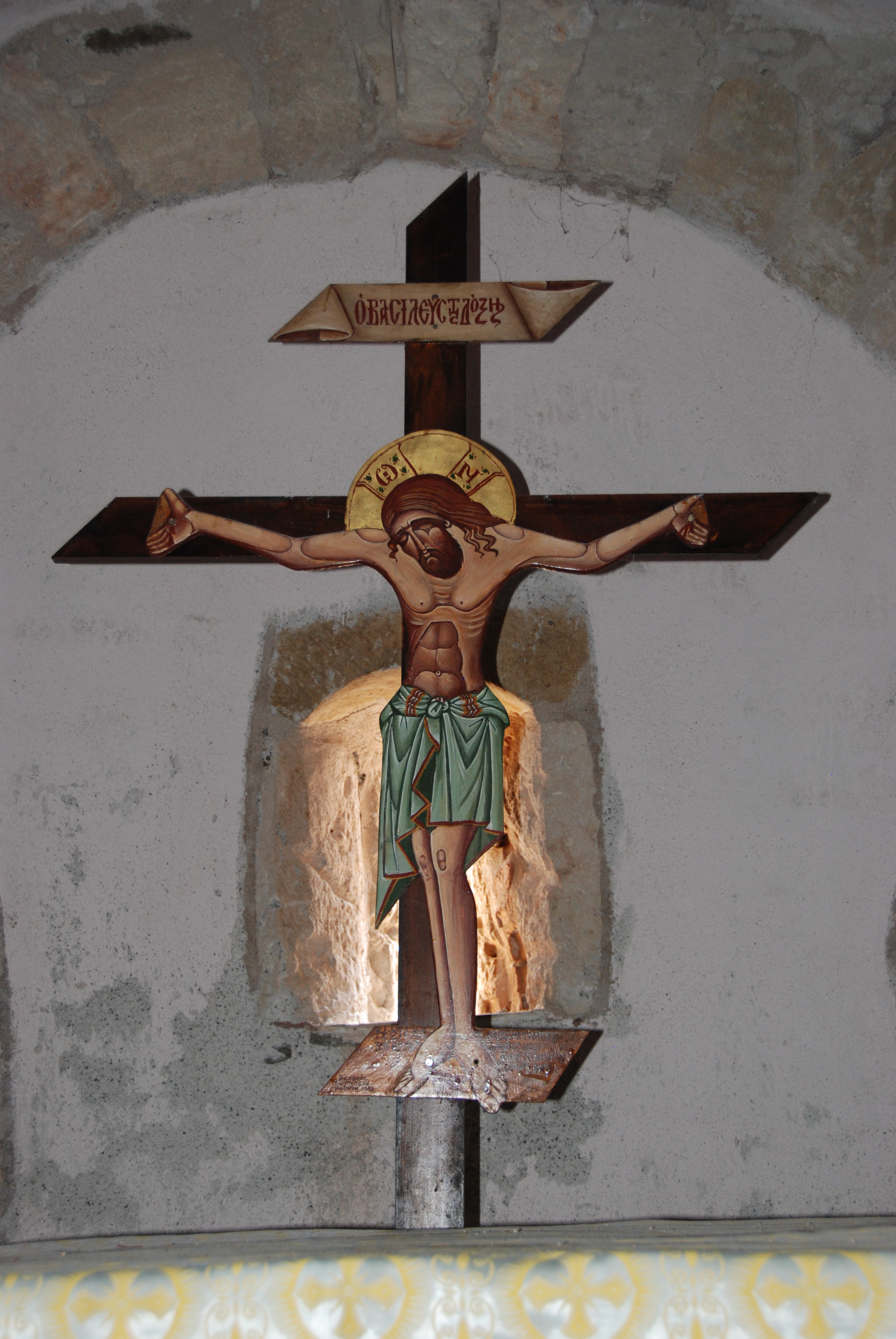
Kruzifix in der griechisch-orthodoxen Kirche Verklärung Christi (Μεταμόρφωση του Σωτήρος) in der Burg
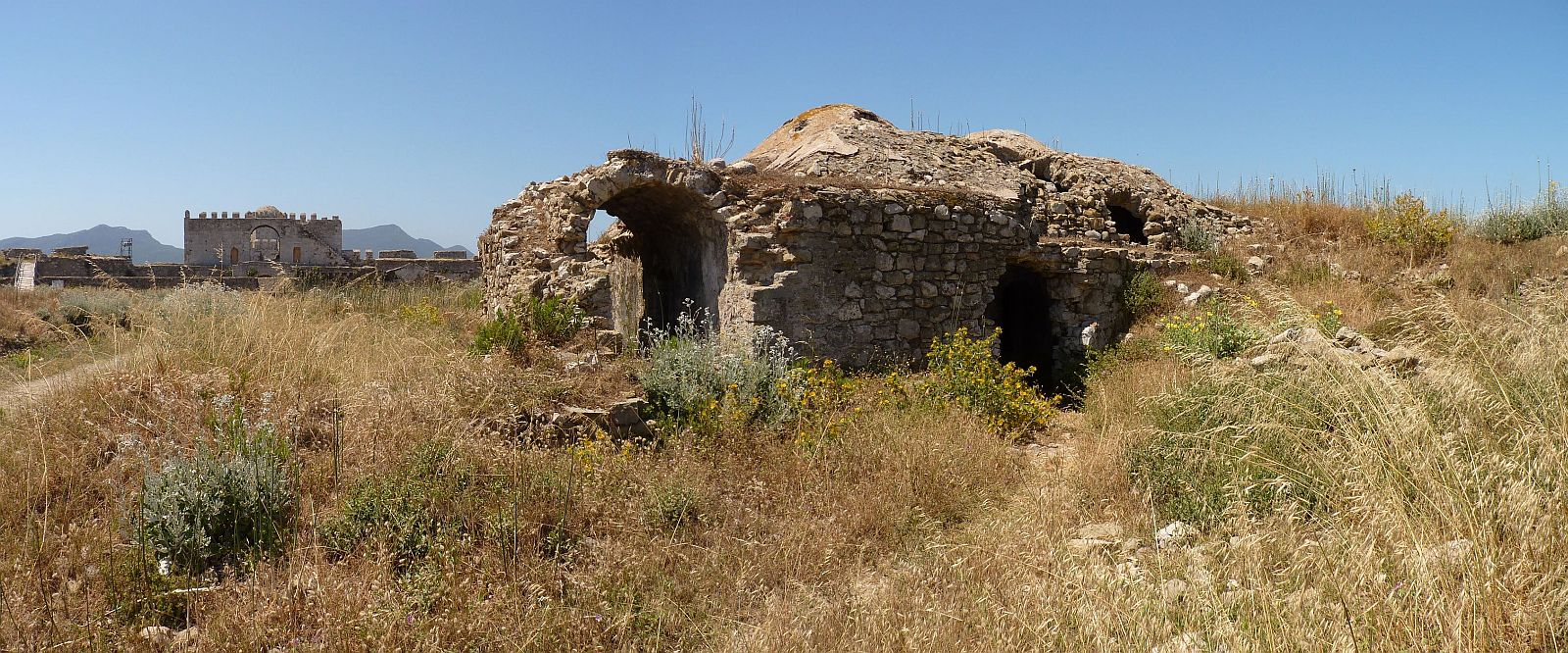
Zisterne der Briten in der Festung
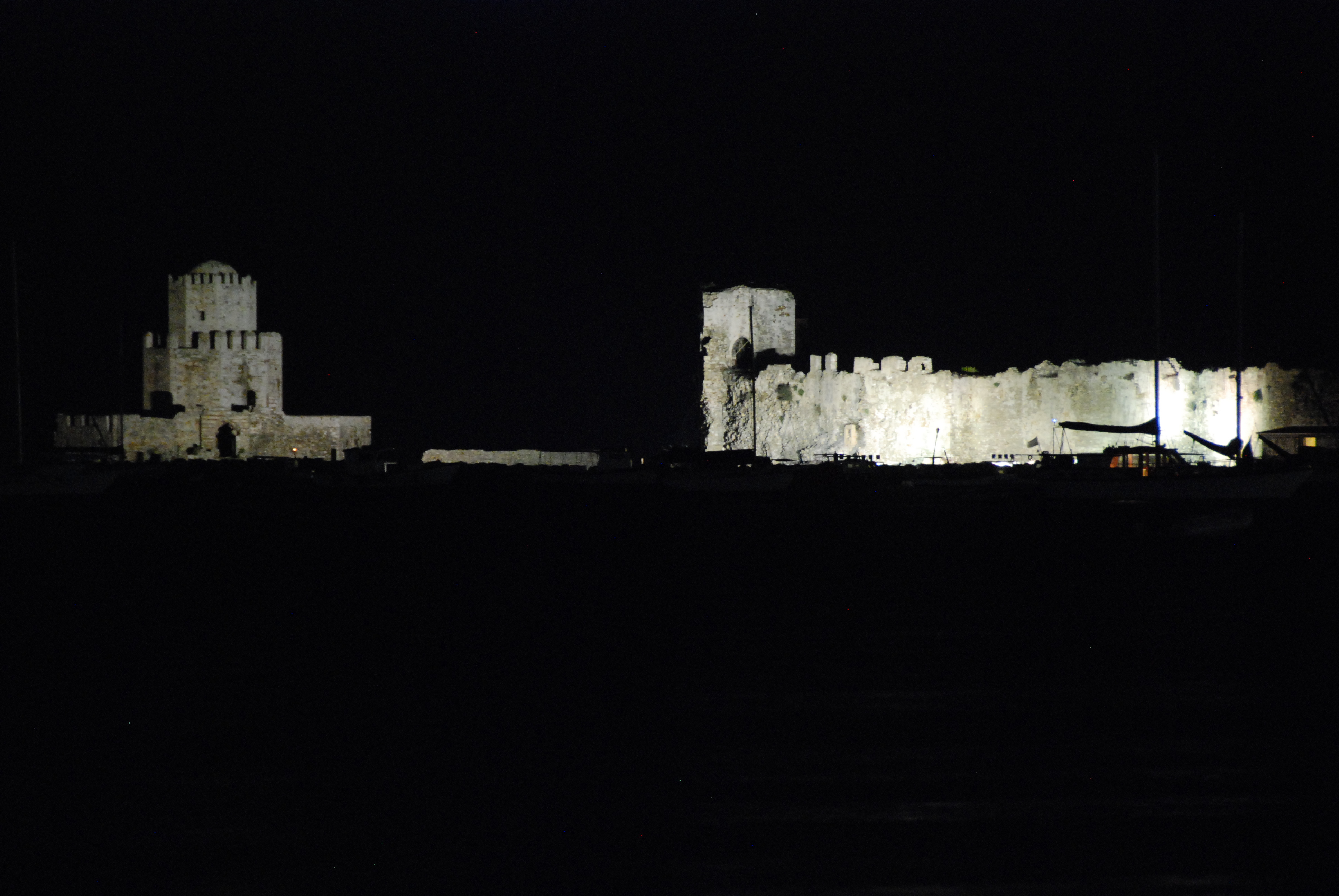
Südspitze der Burg und Burtzi bei Nacht